# Dongfeng Mengshi

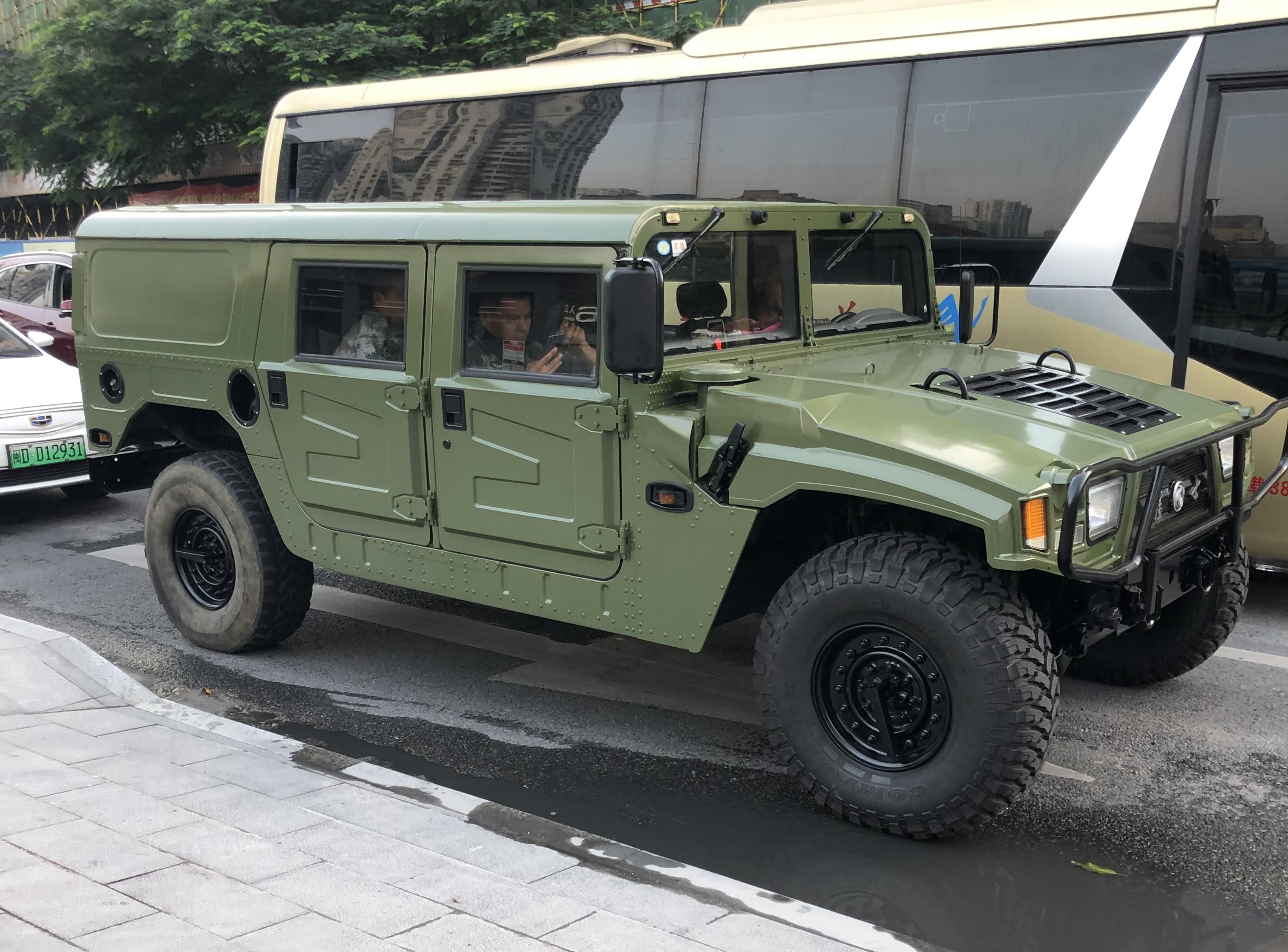
Dongfeng Mengshi (вид спереди)

Dongfeng EQ2050 Mengshi - семейство военных внедорожников с колёсной формулой 4×4, разработанных компанией Dongfeng Motor Corpartion.Первые поколения автомобиля были построены на импортном шасси Hummer H1, в то время как более поздние поколения автомобилей полностью изготовлены из деталей китайского производства. Dongfeng EQ2050 Mengshi в целом следует тенденциям американских военных требований. Например, CSK-141 является китайским эквивалентом бронированного "Хамви", в то время как CSK-181 является китайским эквивалентом лёгкой тактической машины связи (Joint Light Tactical Vehicle)..
Название Mengshi позже было представлено как независимый бренд, специализирующийся на электрических высокопроизводительных и сверхмощных внедорожниках, вдохновленный выпуском GMC Hummer EV, а его первым продуктом стал Mengshi 917, также известный как прототип M-Terrain.  В то время как электрические автомобили Mengshi представлены под новым брендом Mengshi, Dongfeng продолжает выпускать автомобили серии Mengshi с двигателями внутреннего сгорания под брендом Dongfeng, такие как MS600, представленный примерно в тот же период.

## EQ2050

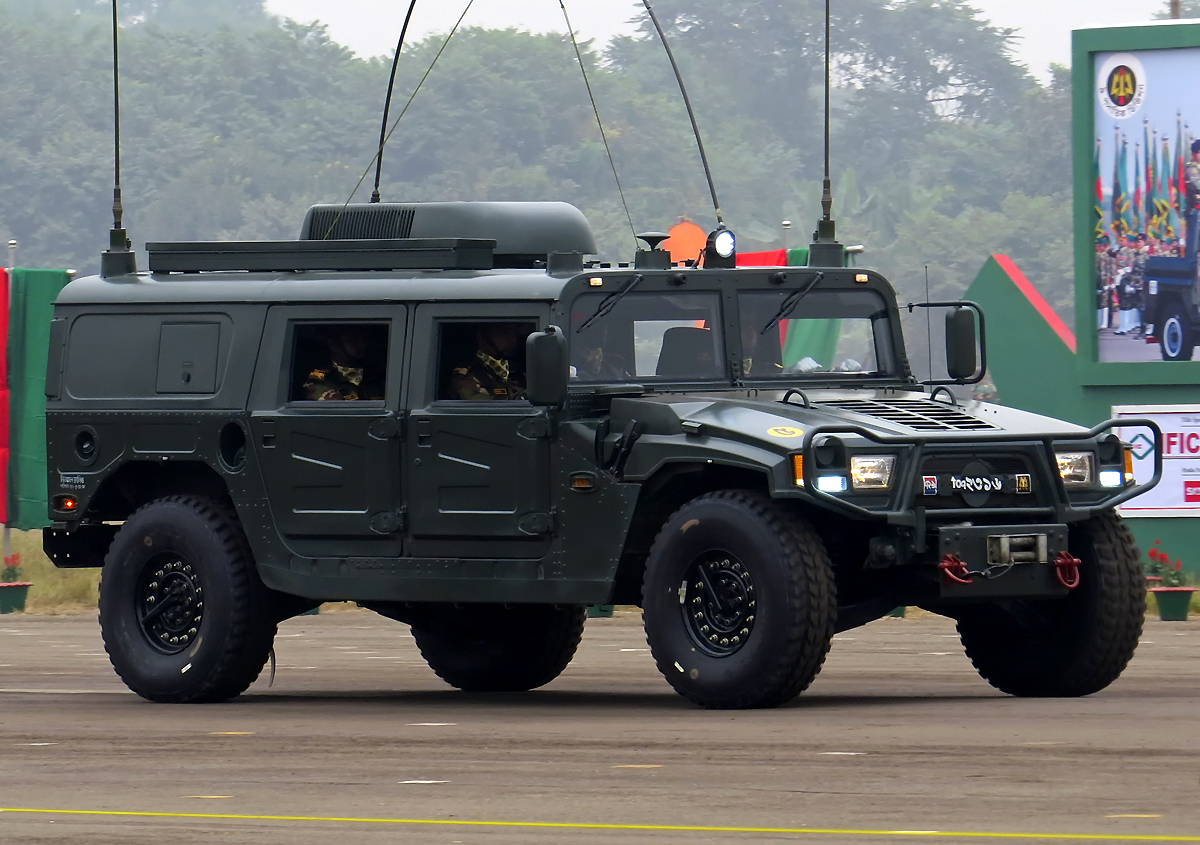
DongFeng EQ2050 Бангладешской армии

Dongfeng EQ2050 - бронированный автомобиль китайского производства на базе американского Humvee, выпускаемый для государственных нужд компанией Dongfeng Motor Group. Автомобиль был разработан после того, как представители Народно-освободительной армии Китая (НОАК) увидели бронемашины "Хаммер", задействованные в войне в Персидском заливе. Хотя он и используется в НОАК, он также экспортировался в дружественные Китаю страны для военного использования. EQ2050 в значительной степени заменяется в своей роли более новыми автомобилями Dongfeng Mengshi.
Варианты
- PCP-001 (SM4) — 81-мм самоходный скорострельный миномёт. Скорострельность превышает 40 выстрелов в минуту (зависит от расторопности миномётного расчёта). От миномёта «Василёк» унаследованы кассетное казённое заряжание (по 4 мины в кассете, в каждом ящике несколько кассет) и возможность стрельбы прямой наводкой, для которой добавлены лазерный дальномер и прицел, позволяющий находить цели в условиях низкой освещённости. По сравнению с «Васильком», максимальная дальность стрельбы увеличена в неполные два раза, до 8 км, а масса боеприпаса повышена до 5,7 кг[4][5][6][7]. В походном положении передние места превращаются в крытую кабину, а само орудие накрывают материалом, похожим на брезент[8].
- Транспортная машина миномётного расчёта, по одной на самоходный миномёт[8].

## CSK-131

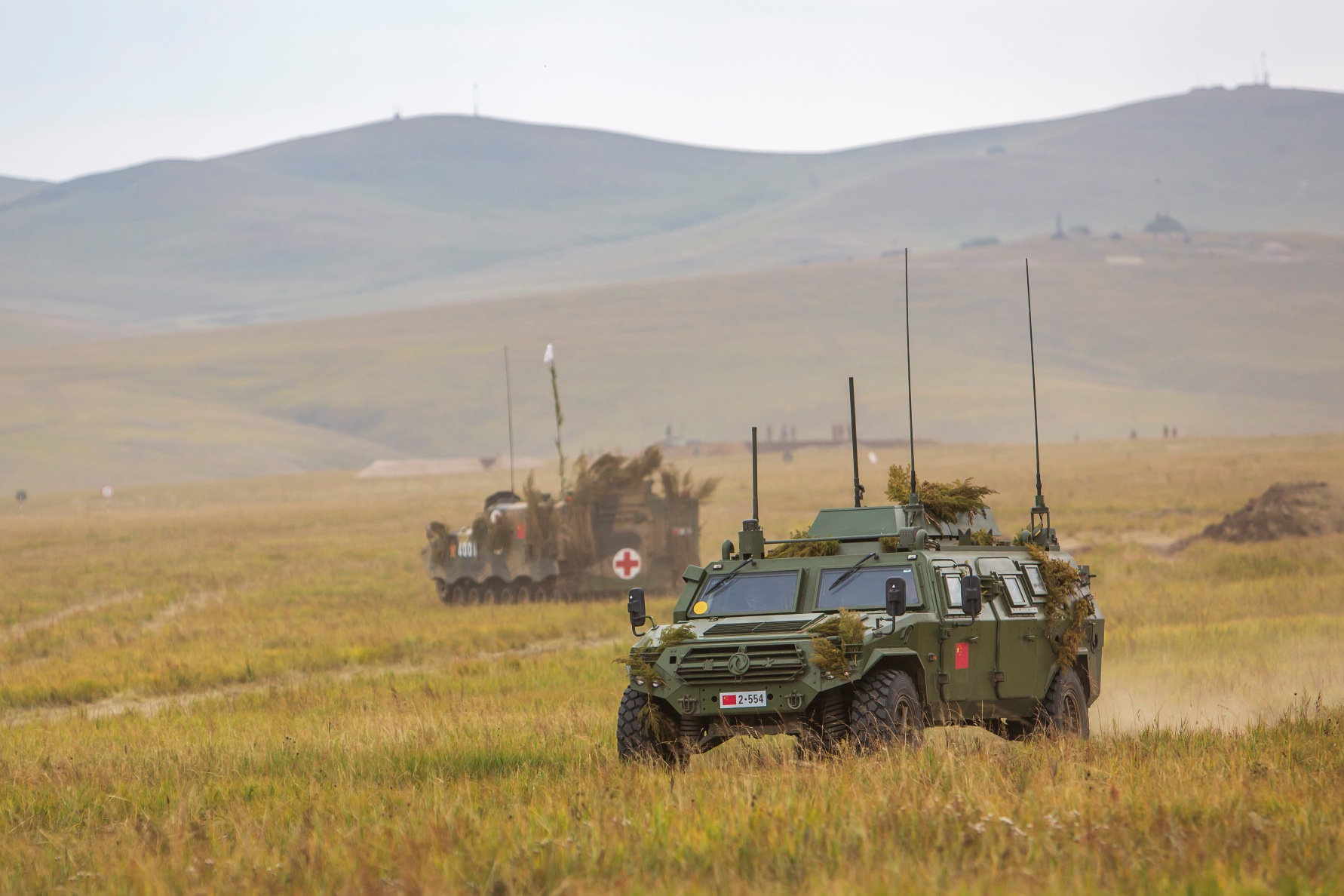
CSK-131 Mengshi (вид спереди)

Dongfeng CSK131 - китайский лёгкий бронированный автомобиль, разработанный корпорацией Dongfeng. Шасси было полностью переработано по сравнению с EQ2060. Имеет новые двигатель и электронику, включая бортовые компьютеры с программным обеспечением для цифровой карты и системой спутниковой связи и определения местоположения Beidou, одну камеру ночного видения для водителя и одну для задней двери. Это одна из двух основных лёгких бронированных машин, находящихся в настоящее время на вооружении НОАК.

### Характеристики
- Вес: 6,3 тонны
- Грузоподъёмность: 1,4 тонны
- Длина: 5,1 м
- Ширина: 2,4 м
- Высота: 2 м

### Варианты
Командно-штабная машина CSK-131:
Командно-штабная машина с комплексом радиосвязи на борту.
Бронированная разведывательная машина CSK-131
Вооружение включает 12,7-мм пулемёты и 35-мм автоматический гранатомет на боевом модуле. Оснащён каналом передачи данных, системой всепогодного мониторинга и выдвижной мачтой, оснащенной электрооптическим датчиком и радаром. Машина способна выполнять задачи боевой разведки, а также обеспечивать огневую поддержку артиллерии.
ПТРК TL-4
Основан на шасси CSK-131. Оснащён четырьмя противотанковыми управляемыми ракетами TL-4, работающими по принципу «выстрелил и забыл».

## CSK-141 (CS/VN11)
Dongfeng CSK141 - китайский лёгкий бронеавтомобиль, разработанный корпорацией Dongfeng. Несмотря на большое сходство с CSK-131, шасси CSK-141 имеет гораздо более длинную колесную базу и удлинённую кабину экипажа, в которой могут разместиться до 10 солдат. CSK141 использует аналогичную электронику с CSK131, такую как компьютер, спутниковый набор и камеры ночного видения. Машина оснащена необычными раздвижными дверями с обеих сторон, которые делятся на верхнюю и нижнюю части. Это одна из двух основных лёгких бронированных машин, находящихся в настоящее время на вооружении НОАК. Все CSK-141 оснащены башней с дистанционным управлением, на которой могут устанавливаться пулемёты, противотанковые ракеты и гранатомёты. Вариант Dongfeng EQ2101 имеют колёсную формулу 6x6. CS/VN11 является экспортной версией, впервые представленной в 2016 году, с обычными боковыми дверьми вместо раскладных.
Характеристики

- Вес: 6,3 тонны
- Грузоподъёмность: 1,2 тонны
- Длина: 5,8 м
- Ширина: 2,4 м
- Высота: 2 м

## EQ2111
EQ2111 является прототипом легкой тактической бронемашины класса MRAP следующего поколения.
Характеристики

- Вес: 8,5 тонн
- Грузоподъёмность: 2,2 тонны
- Длина: 5,95 м
- Ширина: 2,48 м
- Высота: 2,43 м

## CSK-181
CSK-181 - это лёгкая тактическая бронемашина нового поколения, разработанная компанией Dongfeng для НОАК. CSK-181 создан на базе CSK-141 с одним водителем, одним оператором боевого модуля в качестве штурмана и восемью сиденьями для пехоты. Этот вариант обладает улучшенными возможностями спутниковой связи, камерами ночного видения с большим радиусом действия и защитой от мин и засад. Все CSK-181 оснащены башней с дистанционным управлением, на которой могут устанавливаться пулемёты, противотанковые ракетные комплексы и гранатомёты. Бронеавтомобиль находится в эксплуатации по состоянию на 2020 год.
Варианты
CSK-181 C2
Командно-штабная машина на базе CSK-181.
CSK-181 ATGM
Носитель ПТРК на базе CSK-181. Оснащен датчиками и ПТУР неизвестного типа.Предполагается, что HJ-11 или AFT-11, улучшенная производная ПТУР HJ-8, является ПТРК, установленный на CSK-181.

## CSK-182
CSK-182 - это укороченная версия машины CSK-181 с шестью сиденьями, включая одного водителя и одного оператора боевого модуля. Основан на прототипе бронемашины EQ2111.
Характеристики

- Экипаж: 2 человека (водитель и оператор боевого модуля)
- Десант: 8 человек
- Вес: 8 тонн
- Грузоподъемность: 1,8 тонн
- Длина: 5,65 м
- Ширина: 2,38 м
- Высота (без боевого модуля): 2,12 м
- Максимальная скорость: 120 км/ч
- Минимальная скорость: 3 км/ч

## CTL181/CTL181A
CTL181 и CTL181A - это лёгкие бронированные грузовики на базе шасси CSK-181.

### Характеристики
- Колёсная формула: 6x6
- Вес: 10,5 тонны
- Грузоподъёмность: 3,65 тонн
- Длина: 6,45 м
- Ширина: 2,38 м
- Высота: 2,12 м

### Варианты
PCL-171
122-мм САУ на базе грузовика. Шасси автомобиля базируется на CTL-181A.. Имеет автоматизированное управление через встроенный дисплей и полуавтоматическое заряжание (досылатель). Снаряды и заряды хранятся в цилиндрических отверстиях ящиков, которые закрыты крышками. На выставках демонстрировался снаряд GP122 с лазерным наведением. Информация о принятии его на вооружение PCL-171 не найдена.
CTL-181A  (ПТРК)
Оснащён четырьмя противотанковыми ракетами HJ-10 и электрооптическими датчиками.
CTL-181A  (транспортная машина миномётного расчёта)
Перевозит 120-мм миномёт и блок для хранения боеприпасов.
CS/SM5
120-мм самоходный миномёт с автоматическим наведением и полуавтоматическим заряжанием. Стреляет управляемыми минами CS/BME1.
CTL-181A (РСЗО)
Оснащён установленной 122-мм реактивной системой залпового огня и блоком для хранения боеприпасов.
CTL-181A (мостоукладчик)
Оснащён мостом, спускаемым с грузовика.
CTL-181A (носитель БПЛА)
Оснащён системой залпового огня, способной запускать небольшие беспилотные летательные аппараты/барражирующие боеприпасы..

## CSZ181
CSZ181 - это бронированный вариант вспомогательного транспортного средства.

### Характеристики
- Колёсная формула: 6x6
- Вес: 10 тонн
- Грузоподъёмность: 2 тонны
- Длина: 6,5 м
- Ширина: 2,38 м
- Высота: 2,12 м

### Варианты
CSZ-181 MEDVAC
машина медицинской эвакуации на базе шасси CSZ181.

## MS600 (M20)
Dongfeng Mengshi MS600 — это тяжелый пикап, внедорожник и грузовик с шасси с кабиной.  Название M20 использовалось до официального запуска.  В отличие от предыдущих продуктов Dongfeng Mengshi, модели MS600 доступны широкой публике.  Он был представлен в феврале 2023 года.

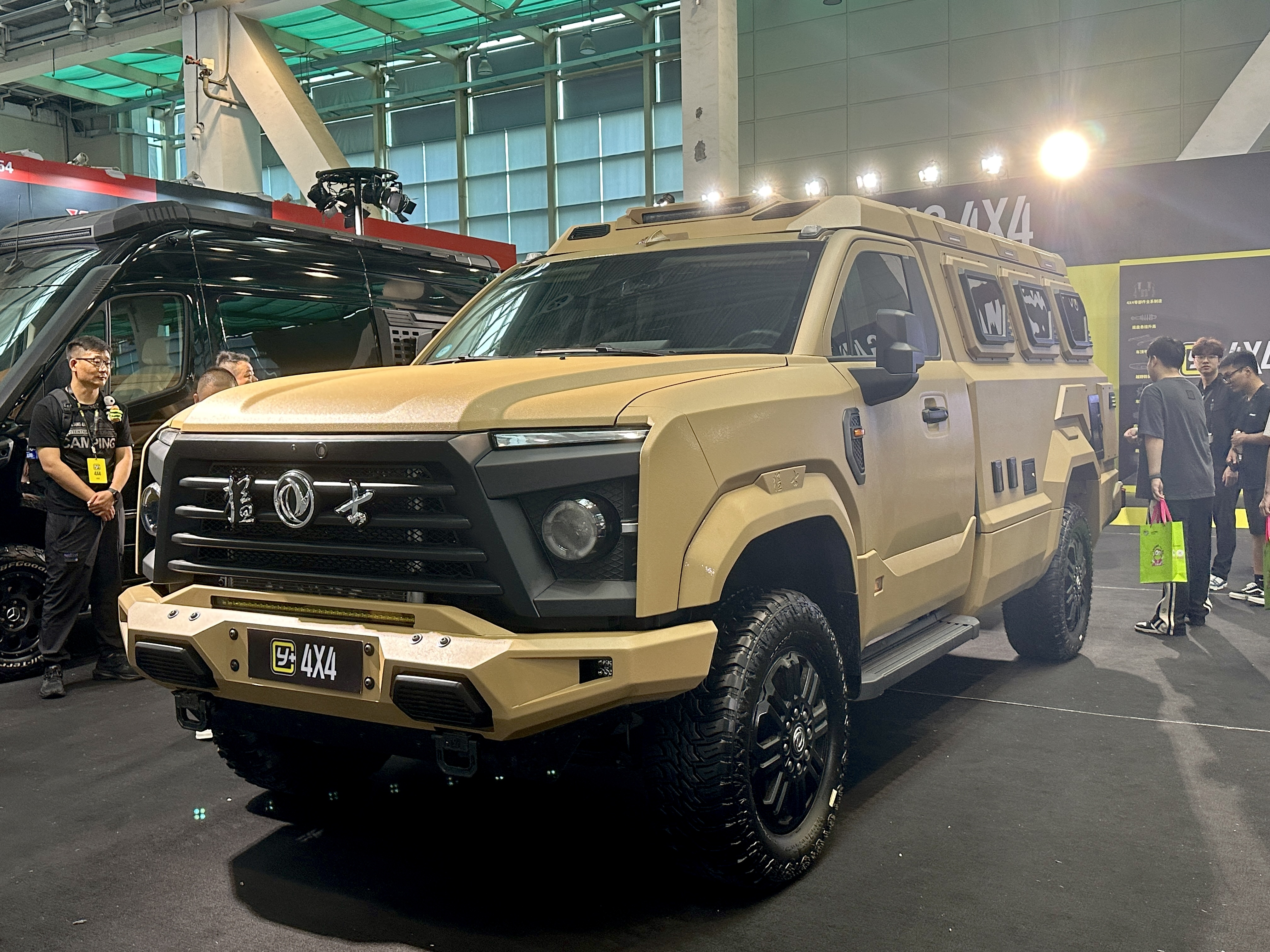
Dongfeng Mengshi MS600-based armored vehicle (вид спереди)
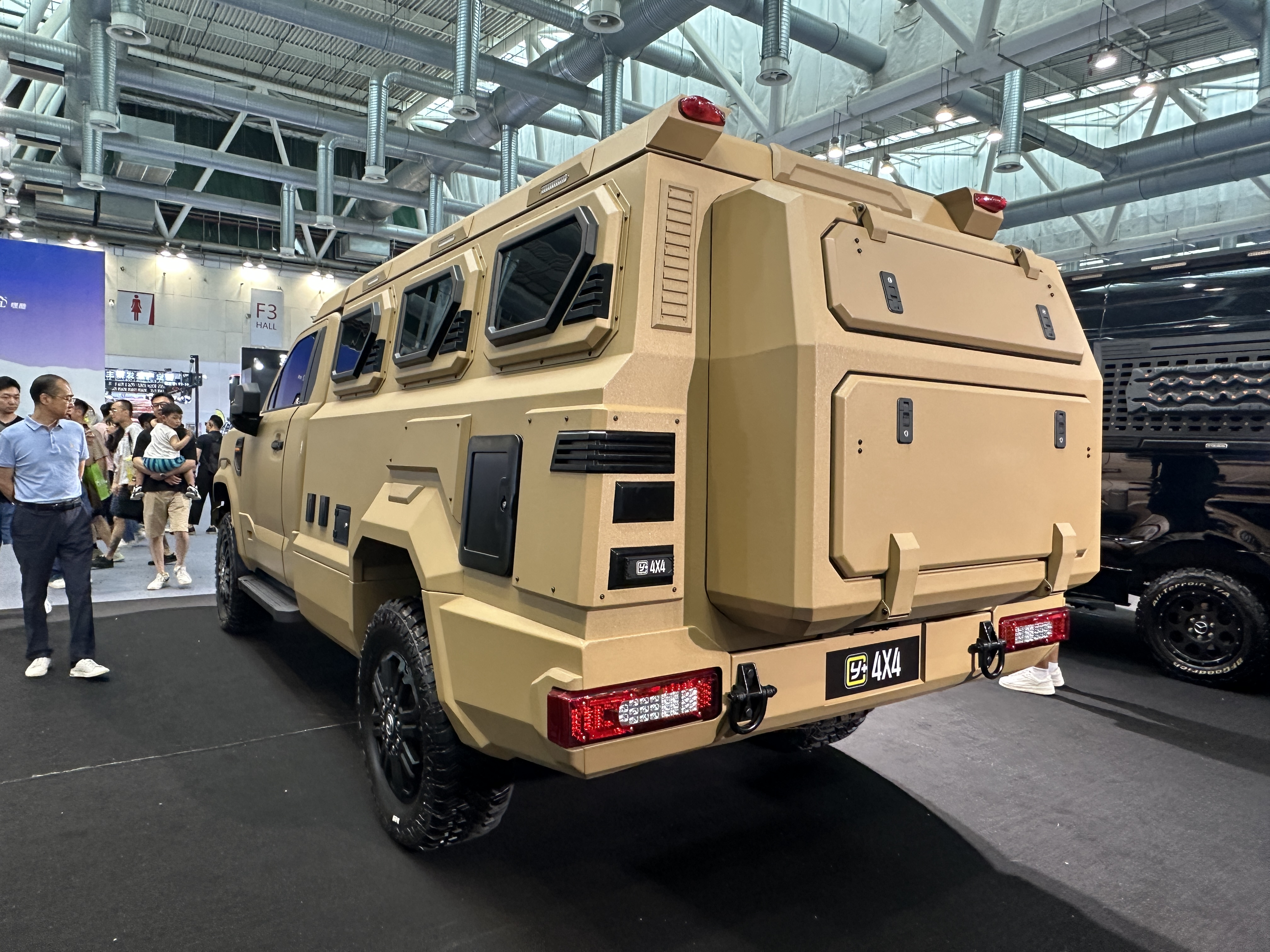
Dongfeng Mengshi MS600-based armored vehicle (вид сзади)

## Mengshi 917 (M-Terrain)
Dongfeng Mengshi M-Terrain EV — это прототип серийного полноразмерного электрического внедорожника Mengshi 917.Прототип был представлен в августе 2022 года во время запуска независимого бренда Mengshi, а серийное производство 917 было начато в январе 2023 года.

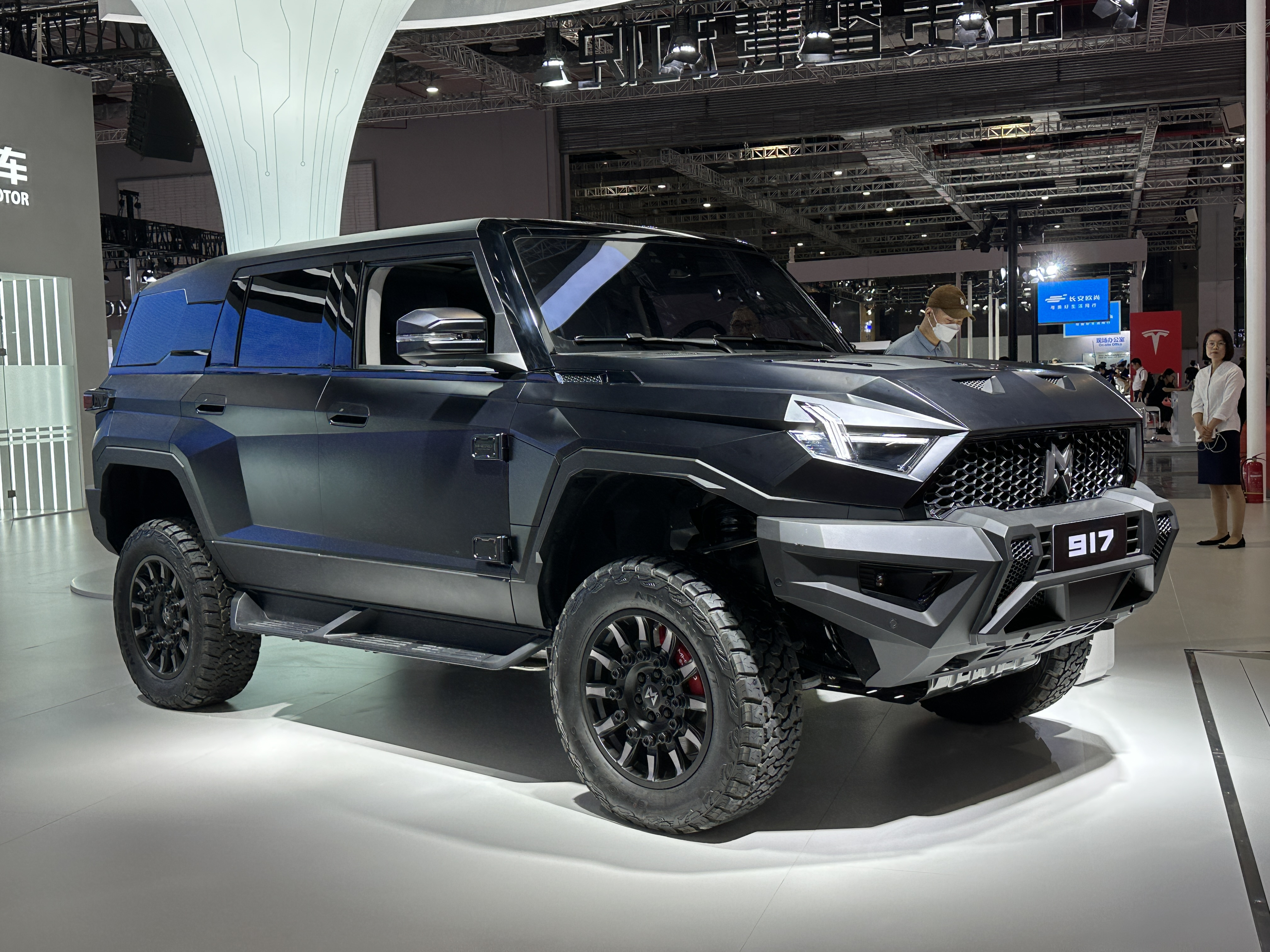
Mengshi 917 (вид спереди)
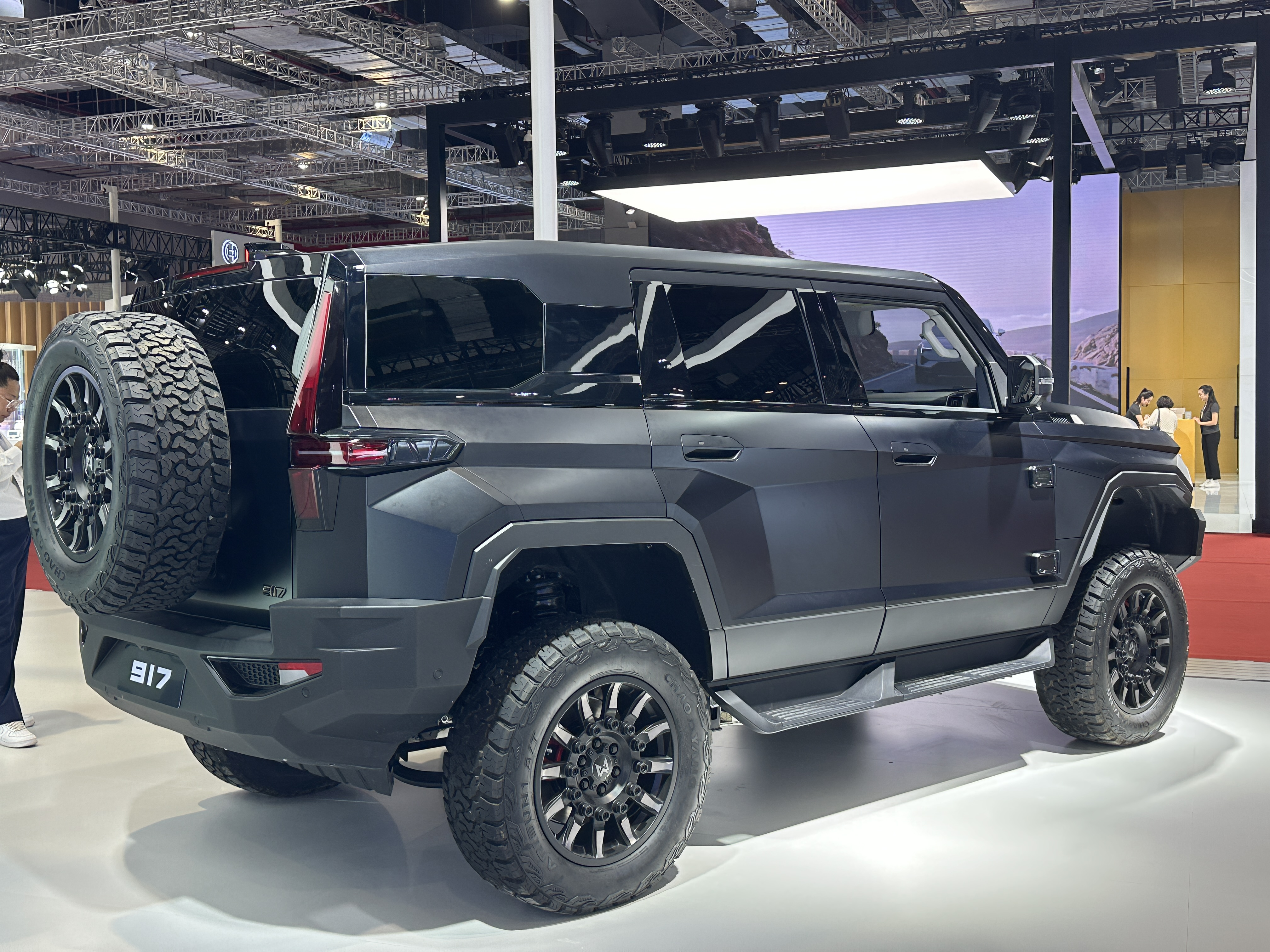
Mengshi 917 (вид сзади)